# 转水镇
转水镇，是中华人民共和国广东省梅州市五华县下辖的一个乡镇级行政单位。

## 行政区划
转水镇下辖以下地区：
转水社区、枫林塘村、旱塘村、里塘村、畲何村、黄梅村、蛇塘村、新华村、新民村、青西村、三源村、下潭村、黄龙村、长源村、青塘村、畲维村、维龙村、新丰村、益塘村、流洞村、矮车村和五星村。